# Itó Mancio
Itó Mancio, keresztsége előtt Itó Szukemaszu (Tonokóri, Japán, 1569 – Nagaszaki, 1612. november 13.)
keresztény szamuráj, az első hivatalos japán nagykövet Európában (1582–1590). Amikor visszatért Japánba, belépett a Jézus Társaságba, ahol 1608-ban pappá szentelték.

## Élete
Még gyermekként családjával Funaiba (ma Oita) emigrált, ahol megkeresztelkedett. A jezsuiták által vezetett harima kisszemináriumban tanult. Elsősorba  latint, ami nagyon hasznos volt számára európai tartózkodása során.
Ezután egy nagykövetség tagjaként Európába ment. Találkozott II. Fülöp spanyol királlyal, Francesco de’ Medicivel a Toszkána nagyhercegével, XIII. Gergely pápával és utódjával, V. Szixtusz pápával.

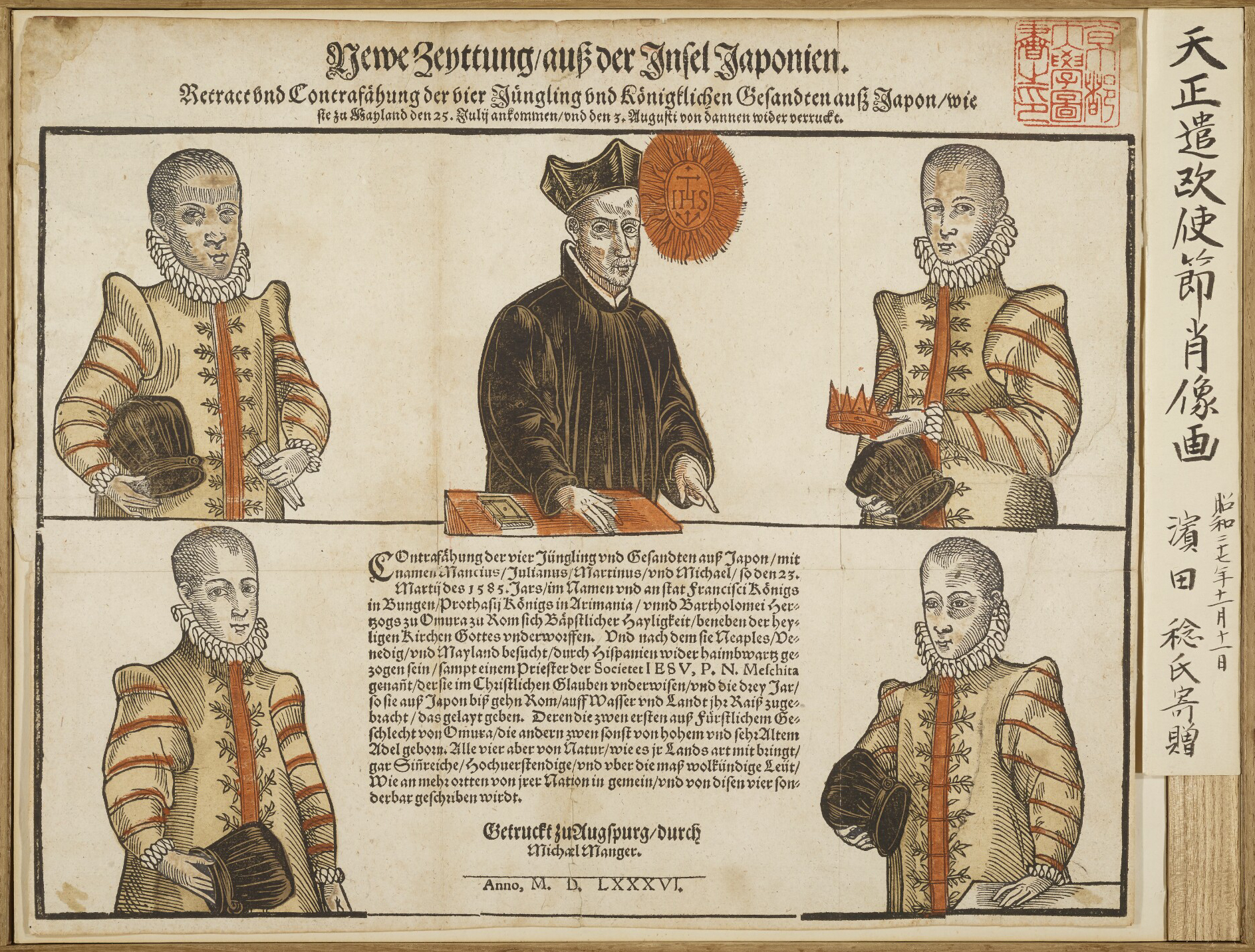
Az első japán nagykövetség Európában, 1586-ban
Felül, balról jobbra: Julião Nakaura, Mesquita atya, Itó Mancio
Lent, balról jobbra: Martinão Hara, Miguel Chijiwa

Amikor visszatért Japánba Tojotomi Hidejosi kétszer is meghívta szolgálatába. Itó ezt megtagadta, és 1591. július 25-én belépett a Jézus Társasága noviciátusába, családja ellenkezése ellenére. Újrakezdte tanulmányait az Amakusa College-ban, és egy kis időt Nagaszakiban töltött (1597), majd Makaóba ment a papságra felkészítő teológiai tanulmányokra (1601–1604). Ezután a harima szeminárium professzora volt, majd 1608 szeptemberében Nagaszakiban pappá szentelték. Tagja volt a japánok első csoportjának, akiket pappá szenteltek a Jézus Társaságában.
A következő években Itó lelkipásztori munkát végzett, és meglátogatta a Jamagucsi és Obi régiókban élő keresztényeket. Amikor a külföldi misszionáriusokat kiutasították az országból (1611), Itó kibővítette missziós útjainak körét. Végül betegsége miatt visszavonult Nagaszakiba, ahol 1612. november 13-án halt meg.

## Bibliográfia
- C. R. Boxer. The Christian Century in Japan 1549-1650. ISBN 1-85754-035-2 (angolul)
- Louis Frédéric, Le Japon, dictionnaire et civilisation, Párizs, Robert Laffont, coll. « Bouquins », 1996, 1419 o. kiadások részletei ISBN 2-221-06764-9
- Seiichi Iwao. Biographical Dictionary of Japanese History, Kodansha International Ltd. (1978) (angolul)

- Haszekúra Cunenaga, aki 1615-ben egy másik japán nagykövetséget vezetett Európába.

## Fordítás
- Ez a szócikk részben vagy egészben  a   Mancio Itō című francia Wikipédia-szócikk ezen változatának fordításán alapul.  Az eredeti cikk szerkesztőit annak laptörténete sorolja fel. Ez a jelzés csupán a megfogalmazás eredetét és a szerzői jogokat jelzi, nem szolgál a cikkben szereplő információk forrásmegjelöléseként.